# Alcaravia
L'alcaravia, comí de prat, comineta, fenoll de prat o matafaluga borda (Carum carvi) (Ar. كراويه) és una planta biennal de la família de les apiàcies, originària d'Europa i l'oest d'Àsia.
La planta és semblant a una pastanaga, amb les fulles finament dividides. La tija fa de 20 a 30 cm. Quan s'espiga per florir arriba a fer de 40 a 60 cm. Les flors són menudes blanques o rosades disposades en umbel·la. Els fruits (que equivocadament s'anomenen llavors) són aquenis en forma de mitja lluna de 2 mm de llarg.

## Cultiu i usos

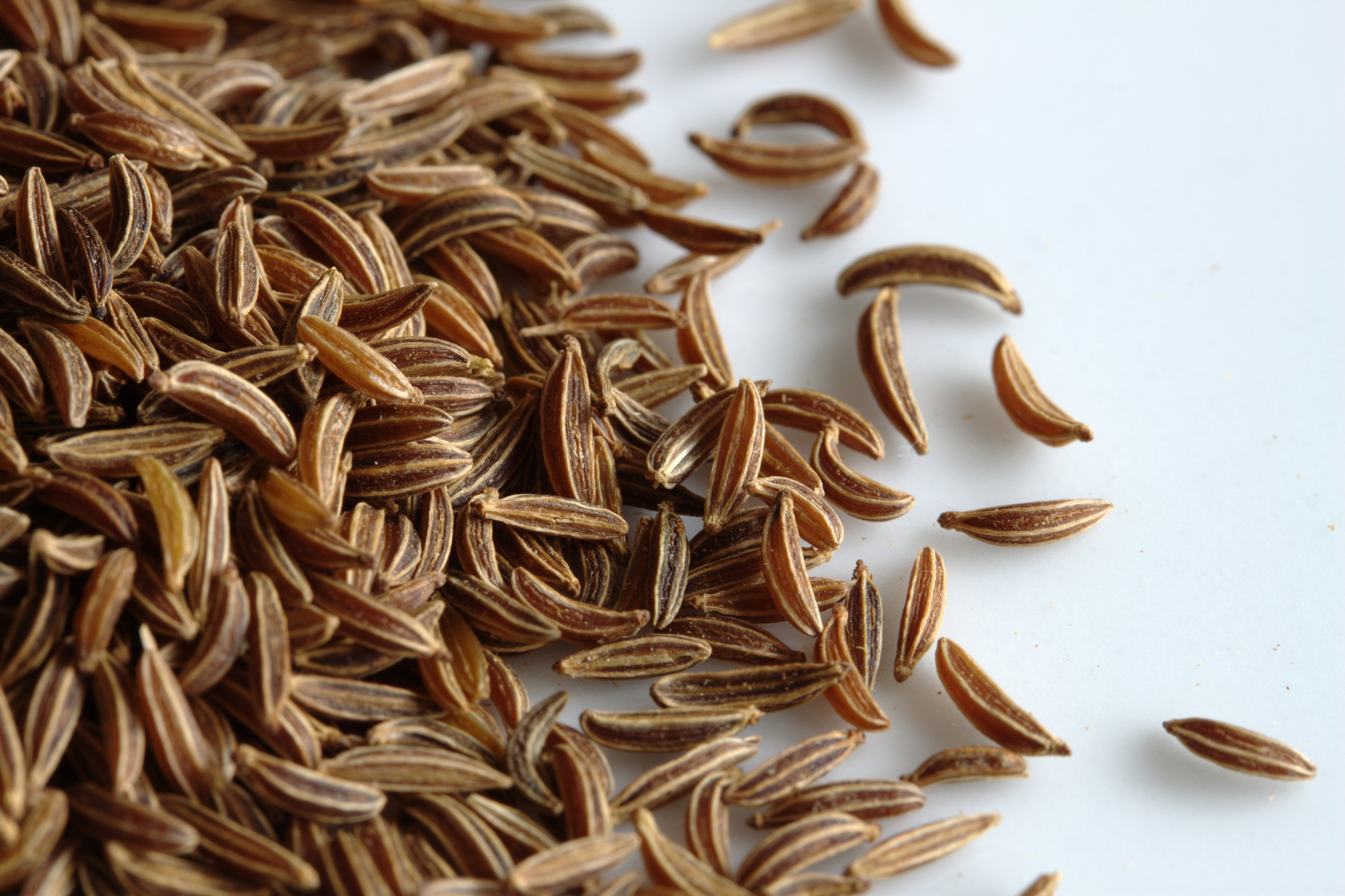
Fruits de comí de prat.

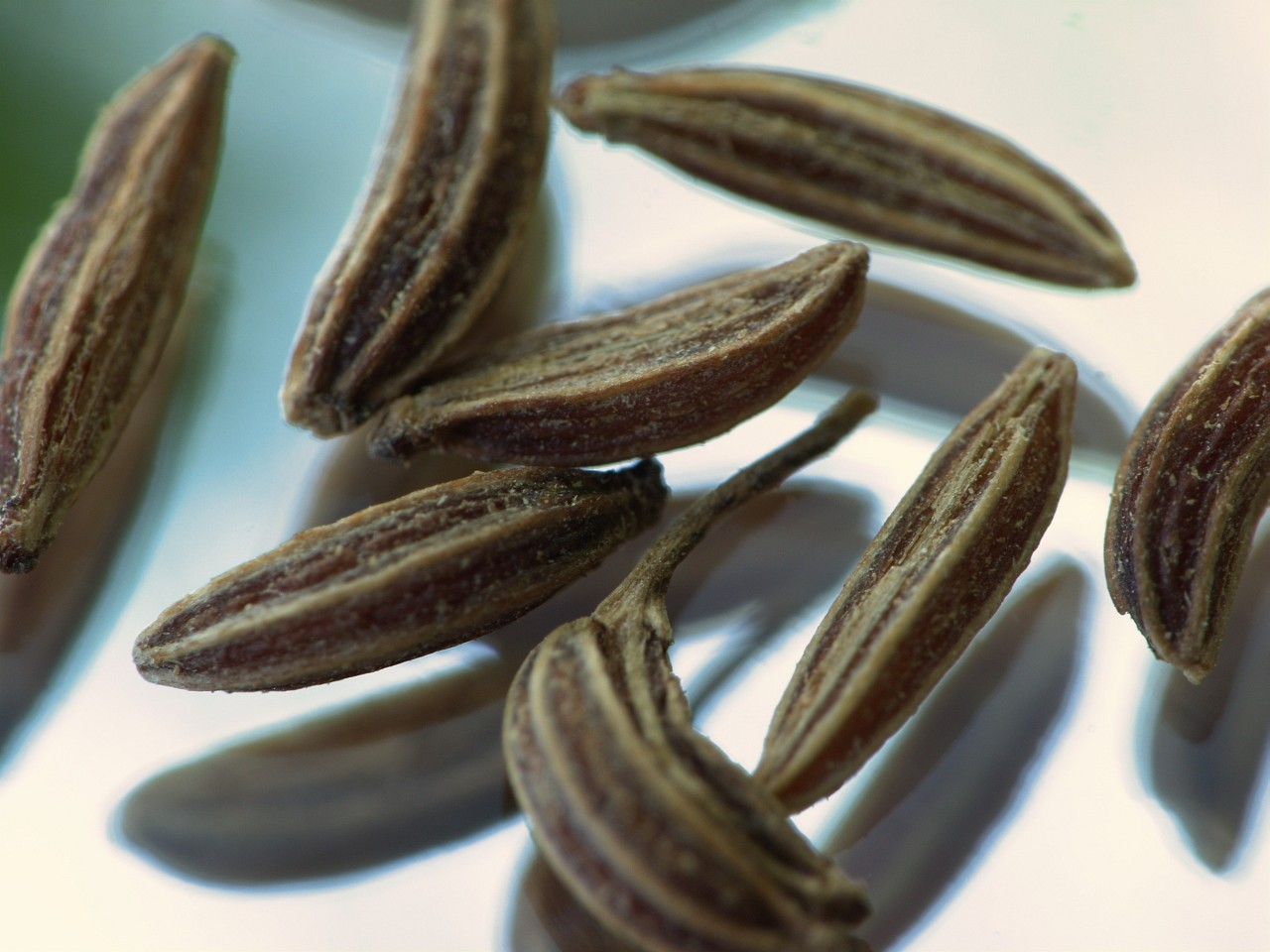
Fruits vistos en augment.

Els fruits s'utilitzaven des de temps antics, també en la cuina medieval com a espècia. Tenen gust d'anís. En el pa de sègol els comins de prat el fan més dens. Se'n fan licors i es fan servir en la col fermentada (sauerkraut). També en el formatge havarti. És utilitzada com a ingredient de l'harissa tunisiana. Les tisanes fetes amb comí de prat van bé contra els còlics i problemes digestius. Altrament es fa servir en fragàncies per a sabons, locions i perfums.
L'arrel es pot cuinar.
En una de les històries curtes en l'obra Dublinesos de James Joyce, un personatge menja comí de prat per emmascarar la pudor d'alcohol del seu alè.